# Grand Prix de Wallonie 1996
La 37e édition du Grand Prix de Wallonie a eu lieu le 16 mai 1996. Elle a été remportée par l'Italien Franco Ballerini.

## Classement final
Franco Ballerini remporte la course en parcourant les 204 kilomètres en 4 h 47 à la vitesse moyenne de 42,648 km/h.
| Classement final, | Classement final,    | Classement final, | Classement final,          | Classement final, |
|                   | Coureur              | Pays              | Équipe                     | Temps             |
| ----------------- | -------------------- | ----------------- | -------------------------- | ----------------- |
| 1er               | Franco Ballerini     | Italie            | Mapei-GB                   | en 4 h 47 min 0 s |
| 2e                | Bo Hamburger         | Danemark          | TVM                        | + 2 min 26 s      |
| 3e                | Frank Corvers        | Belgique          | Lotto-Isoglass             | + 3 min 8 s       |
| 4e                | Simone Rebellin (nl) | Italie            | Polti                      |                   |
| 5e                | Eddy Bouwmans        | Pays-Bas          |                            |                   |
| 6e                | Casper van der Meer  | Pays-Bas          | Palmans-Boghemans          |                   |
| 7e                | Davy Dubbeldam (nl)  | Pays-Bas          |                            |                   |
| 8e                | Marc Streel          | Belgique          | Tonissteiner-Saxon-Colnago |                   |
| 9e                | Paul Van Hyfte       | Belgique          | Lotto-Isoglass             |                   |
| 10e               | Mirko Gualdi         | Italie            | Polti                      |                   |
| modifier          |                      |                   |                            |                   |